# Pustike
Pustike este o localitate din comuna Šmarje pri Jelšah, Slovenia, cu o populație de 99 de locuitori.